# Българско национално радио
Българското национално радио (БНР) е национален обществен доставчик на радио услуги според Закона за радиото и телевизията.
БНР е сред 3-те обществени медии в България, заедно с Българската национална телевизия и Българската телеграфна агенция.

## История

### До Втората световна война
Първите радиопредавания в България са осъществени още през 1929 г., когато група инженери начело с инж. Георги Вълков, построяват 60-ватов радиопредавател в Инженерната работилница в София. В първите експериментални предавания, по 6 часа на ден, преобладават грамофонни записи на народна музика. През май 1930 година започват редовни емисии на „Родно радио“, което през 1934 година е преименувано на Радио „София“.
На 25 януари 1935 г. Цар Борис III подписва Указ, с който радиоразпръскването в България става държавна собственост. На 18 юни 1935 г. за първи главен ръководител на Радио „София“ е назначен Панайот Тодоров Христов, известен с псевдонима Сирак Скитник – поет, художник и театрален критик. В началото на 1936 г. са инсталирани три антени, произведени от фирмата Блау Нокс, с характерната ромбоидна форма, доставени от унгарската фирма „Стандарт“ за радиоизлъчване на средни вълни. Антените са разположени край село Вакарел – за Радио „София", край село Могила – за Радио Стара Загора и край разклона за Шумен – за Радио Варна.
През този период броят на радиоприемниците в страната бързо нараства – от 7899 през 1934 година до близо 110 хиляди през 1941 година, като много от тях са поставени на обществени места като читалища и кръчми. По данни от 1940 година, 71% от програмата на Радио „София“ включва излъчване на музика – записана, изпълнена на или излъчвана от мястото на събитието, – включително 23% „сериозна“, 21% „лека“ (оперетна), 15% танцова и 13% народна.
През 1938 г. започва строежът на нова сграда на Радио „София“ на булевард „Драган Цанков" 4, в тогавашната вилна зона на София. Основният строеж е завършен през 1941 г., след което германската фирма „Telefunken" оборудва новия радиодом с най-модерни за времето си технологии. Новите студиа, открити през 1942 г., са сочени като най-модерни на Балканите. Също през 1942 г. сигналът на службата „Точно време“ от Астрономическата обсерватория започва да се излъчва по Радио „София“. През зимата на 1943 – 1944 г. по време на англо-американските бомбардировки над София бомба пада и събаря задната част на първо студио. Радиото е евакуирано в училището на софийското село Нови хан.

### Развитие по време на социализма
Точно в 6 часа сутринта на 9 септември 1944 г., след извършен въоръжен преврат, Кимон Георгиев прочита по Радио „София“ прокламация на Отечествения фронт. За директор на радиото е назначен Орлин Василев, скоро заменен от завърналия се от Москва Карло Луканов, ръководил радиото до 1947 г. Радиото се превръща в идеологическа институция на новата Отечественофронтовска власт. На 2 август 1945 г. от Москва Георги Димитров изпраща писмо-указание до Карло Луканов. В него четем: „Мобилизирайте всичките свои сили и следвайки указанията на ЦК по конкретните въпроси, направете радиото действително мощен фактор в днешното голямо политическо сражение на отечественофронтовската демокрация с тъмните сили на фашизма и реакцията …“ Директорът на Радио „София" до 1944 г. Йордан Стубел, директорът на Радио „Скопие" Есто Везенков и известният говорител на радиото по царско време Петър Витанов са осъдени от Народния съд като „врагове на народа“ и изпратени в трудов лагер.
С помощта на съветски резервни части през 1946/1947 г. започват първите опитни предавания на така наречения „предавател София II“ конструиран от техническа бригада под ръководството на инж. Георги Несторов.
През 1951 година по инициатива на ръководителя на Редакция „Народна музика“ Георги Бояджиев е създаден Ансамбълът за народни песни към Радио „София“, който в продължение на десетилетия е сред водещите фолклорни ансамбли в страната.
На 1 октомври 1953 г., в 21:25 ч. по първа програма на Радио „София", за първи път прозвучава сигналът на Съветското радио, последван от думите: „Говорит Москва, Говори София! Добър вечер, драги слушатели! Започваме нашето предаване за трудещите се от Народна република България.“ Оттук нататък дълги години Радио София ще излъчва всеки петък половинчасовите предавания, изпратени от Радио „Москва".
На 18 януари 1960 г. със заповед на министъра на просветата и културата Начо Папазов са дадени указания цялата дейност на радиото и телевизията да бъде в духа на решенията на конгресите и пленумите на БКП. Това поставя началото на Българското радио в съвременния му вид, включващо обща система на национални, регионални програми и предавания за чужбина.
През втората половина на 60-те години в радиото започват да се търсят нови композиционни форми и нови предавания. Това е нов етап, в който радиожурналистът влиза в студиото на живо. Първият пример за блоково предаване, водено на живо, е музикално-информационният „От 6 до 8“. През 1966 г. се появява и седмичното предаване „Хоризонт – радиостанция на младежта“, излъчвано всеки вторник по I програма на радиото. В следващите години предаването се нарича „Хоризонт на вълните на младостта“ и „Супер събота“.
От 4 януари 1971 г. I програма на Българското радио носи името „Хоризонт“. Новата програма е информационно-музикална и заимствана от формата на Радио „Франс Интер". Втората национална програма е „Христо Ботев“, а III програма – „Орфей“. Новата литературно-музикална програма има стремежа да срещне своите слушатели с по-сложните естетически изяви и проблеми в изкуството. На 28 май 1971 г. по програма „Орфей“ за първи път в България се излъчва стереофонично. През 1972 г. е открита новата сграда на Българското радио в София, на булевард „Драган Цанков“ 4.
През 80-те за първи път излизат в ефир предаванията „Преди всички“, „Добър ден“, „Неделя 150“, „Хора, пътища, автомобили“, „Спорт и музика“, станали емблематични за Българското национално радио.
На 3 януари 1984 г. започва излъчването на първия нощен блок в ефира на България – „Нощен Хоризонт“ с водещи тогава Петър Пунчев и Константин Тилев – днес управители на Радио „FM+". Водещи на „Нощен Хоризонт“ през 80-те още са Владимир Стамболиев, Владо Гълъбов, Валентин Михайлов-шеф на екипа, Владо Емилов, Ивайло Малинов и Румен Ивайлов. В някои от предаванията се включват отворените телефонни линии, на които слушателите, без режисура, могат да изразяват мнението си по проблеми, които вълнуват обществото ни, което често поставя водещите в трудни ситуации и води до административни наказания и разследване от ДС. Първото излъчване на обедния информационен блок „12 плюс три“ е на 4 януари 1989 година. Водещи на предаването са Георги Папакочев, Чавдар Стефанов, Петко Георгиев, Йордан Лозанов, Ивайло Малинов.

### Развитие след 1989 година
За първи път на 11 ноември 1989 година Петко Георгиев произнася по националния ефир обръщението: „Дами и господа, добър ден“. Фраза, която взривява телефонните линии.
През декември 1992 г., заради бюджетни съкращения, са закрити програмите „Орфей“ и „Знание“, а част от предаванията им са включени в програма „Христо Ботев“. През 1998 г. се закрива и регионалната програма „Ефир София“, излъчваща от 13:05 до 14:00 ч. на 68,05 MHz и 774 kHz в София.
На 6 февруари 2001 г. регулаторният орган НСРТ избира поета и преводач Иван Бориславов за нов генерален директор на БНР. По-голямата част от служителите на Националното радио се обявяват категорично против избирането му за директор, поради некомпетентност и заплашват със стачни действия. Бориславов влиза на работното си място с помощта на полицията, която избутва протестиращите журналисти. На 14 февруари 2001 година и. д. директорът на програма „Христо Ботев“ Георги Василски започва гладна стачка с искане за оставка на Иван Бориславов. На 18 февруари 2001 г., в резултат на прекалено остри въпроси от страна на Лили Маринкова, интервюираният по телефона Бориславов получава инфаркт и е приет по спешност в „Пирогов“. На 19 март 2001 г. НСРТ утвърждава нов управителен съвет на БНР, за временно изпълняващ длъжността директор е назначен композиторът Александър Бръзицов. Следват уволнения, новият управителен съвет затваря студията на радиото и пуска в ефир свое студио. На 4 април Върховният административен съд (ВАС) обявява решението на НСРТ за избора на Иван Бориславов за незаконно, а на 28 май НСРТ избира с консенсус Поля Станчева за нов генерален директор на БНР. През 2004 г. Поля Станчева е избрана за втори мандат генерален директор на медията. Поля Станчева предлага по време и на двата си мандата откриване на РРС в гр. Плевен.
На 11 май 2007 г. СЕМ избира за генерален директор Валерий Тодоров. Той встъпва в длъжност на 29 май.
Шестата регионална програма на Българското национално радио – Радио „София“, започва излъчването си на 7 юли 2007 г. От началото на август започват първите новинарски емисии, а на 17 септември 2007 г. тръгват и първите предавания. Радиото излъчва на 94,5 MHz. Наследник е на регионалната програма „Ефир София“, която стартира в края на 60-те години на XX век. Излъчвала се на 68,05 MHz от 13:05 до 14:00 часа за района на София. Закрита е през 1998 година. От 7 юли 2007 г. до 20 декември 2013 г. програмата на Радио „София“ се излъчва на една честота съвместно с Парламентарния канал на БНР (излъчван от 1992 до 2004 г. на 69.26 MHz).
От 1 март 2009 г., след дълго подготвян старт, започва излъчване на поредната регионална програма на БНР – Радио Видин. Лицензията на радиото, издадена от СЕМ, е за програма, обслужваща населението на областите Видин, Враца и Монтана.
На 31 май 2012 г. официално е открита осмата регионална радиостанция – Радио Бургас, която от 2017 г. носи името БНР Бургас, заради търговски спор за името с още две бургаски радиостанции. Планираното покритие е за областите Бургас и Ямбол. Първоначално излъчването е в Бургас, Малко Търново, Царево и Елхово, след което е включен и предавател край Ямбол.
Парламентарният канал на БНР излъчва от 1992 г. на живо заседанията на Народното събрание на ултракъси вълни 69,26 MHz за района на София и на дълги вълни 261 КHz за Западна България. Те се провеждат в сряда, четвъртък и петък от 9:00 до 14:00 часа. По решение на Народното събрание заседанията могат да бъдат удължавани или скъсявани. През останалото време се ретранслират програми на Българското национално радио, като до 2004 г. те са комбинирани с програма „Хоризонт“, след което парламентарният канал започва излъчване на ултракъси вълни за София – 94,5 MHz, допълван от програма „Христо Ботев“. От септември 2007 г. до декември 2013 г. програмата е комбинирана с Радио „София“, като през периода 2011 – 2013 г. заседанията на Народното събрание се излъчват на ултракъси вълни и в Ихтиман, Боровец и Своге. На 20 декември 2013 г. е прекратено УКВ излъчването на парламентарния канал, като през 2014 г. той се излъчва единствено на дълги вълни 261 КHz. На 1 януари 2015 г. официално е закрит единственият предавател на дълги вълни на Балканския полуостров. На 20 януари 2015 г. парламентарният канал започва излъчване на ултракъси вълни 90 MHz за района на Кърджали и на средни вълни 576 kHz за Видинска област.
На 9 май 2016 г. е открита деветата регионална радиостанция на БНР – Радио „Кърджали“, излъчваща в град Кърджали на 90 MHz., като на тази честота спира излъчването на Парламентарния канал.
От 2013 г. до 2015 г. генерален директор на БНР е Радослав Янкулов. От 2016 г. до 2019 г. генерален директор на БНР е Александър Велев.
От юли 2019 г. до октомври 2019 г. генерален директор е Светослав Костов. Мандатът е прекратен поради "нарушеното доверие, липсата на убедителни аргументи за безпрецедентното спиране на програма „Хоризонт“ на 13 септември, при което беше нарушено правото на информиране на обществото, както и предизвиканото напрежение и разделение сред служителите в националната медия.
До избирането на нов генерален директор, и.д. генерален директор е Антон Митов.
Андон Балтаков встъпва в длъжност на 27 януари 2020 година с тригодишна концепция „Стабилност, новаторство, растеж“. Радиото постепенно се връща към финансова стабилност, въпреки опитите за намеса и дестабилизация. По време на мандата му стартира предаването „Политически НЕкоректно“. Възстановяват се предаванията на чужди езици в интернет. Актуализират се програмните схеми на програма „Христо Ботев“ и „Радио София“. Променят се структурата и музикалните сигнали на информационните емисии на БНР. По време на мандата му се извършва дълбока реформа в системата на заплащане на труда, с премахване на хонорарите и въвеждане на система за тримесечна оценка на трудовото представяне. Андон Балтаков влиза няколко пъти в публични дебати с управляващите от ГЕРБ по въпросите на независимостта на БНР и финансирането и управлението на организацията. Андон Балтаков се оттегля от поста си на 4 август 2021 година по „лични причини“, които по-късно определя като: 1) опит за сплашване; 2) опити за саботиране на работата му в радиото; 3) липса на подкрепа сред професионалните среди в България.

## Директори на БНР през годините
Ръководителите на радиото през годините са имали различни имена: Главен уредник на Радио София, Началник на радиоразпръскването и радиофикацията, Главен директор на Българско радио, Председател на Комитета за телевизия и радио, Генерален директор на Българско национално радио. Следва списък на заемалите тези длъжности:
- Сирак Скитник (1935 – 1943)
- Йордан Стубел (март 1943 г. – август 1944 г.)
- Константин Константинов (август-септември 1944)
- Орлин Василев (1944 – 1945)
- Карло Луканов (1945 – 1947 г.)
- Мишо Николов (1949 – 1956 г.)
- Васил Иванов (1956 – 1960 г.)
- Неделчо Ганчовски (1960 – 1965 г.)
- Алберт Коен (1966 – 1967 г.)
- Богомил Нонев (1967 – 1968 г.)
- Рад Каменски (1970 – 1971 г.)
- Тодор Стоянов (1968 – 1977 г.), председател на Комитет за телевизия и радио
- Боян Трайков (май 1977 г. – юли 1981 г.)
- Стефан Тихчев (май 1982 г. – януари 1986 г.) Комитет за телевизия и радио
- Лальо Димитров (януари 1986 г. – август 1987 г.)
- Любомир Павлов (август 1987 г. – декември 1989 г.)
- Филип Боков (декември 1989 г. – февруари 1990 г.)
- Александър Владков (март 1990 г. – юни 1992 г.) Комитет за радио
- Иван Обретенов (юли 1992 г. – ноември 1992 г. (и.д.), ноември 1992 г. – юни 1995 г.) Българско радио
- Вячеслав Тунев (юни 1995 г. – юли 1997 г.) Българско национално радио
- Лиляна Попова (юли 1997 г. – ноември 1997 г.)
- Мартин Минков (ноември 1997 г. – януари 1998 г.) (и.д.)
- Александър Велев (януари 1998 г. – януари 2001 г.)
- Данаил Данов (януари 2001 г. – февруари 2001 г.) (и.д)
- Иван Бориславов (февруари 2001 г. – април 2001 г., невстъпил в длъжност)
- Александър Бръзицов (март 2001 г. – май 2001 г.) (и.д.)
- Поля Станчева (май 2001 г. – май 2007 г.)
- Валери Тодоров (май 2007 г. – май 2013 г.)
- Радослав Янкулов (май 2013 г. – май 2016 г.)
- Александър Велев (май 2016 г. – юни 2019 г.)
- Светослав Костов (юни 2019 г. – октомври 2019 г.)
- Антон Митов (октомври 2019 г. – януари 2020 г.) (и.д.)
- Андон Балтаков (януари 2020 г. – август 2021)
- Милен Митев (от август 2021) (и.д. до 27 октомври същата година, когато СЕМ го избира за пълен мандат). На 31 октомври 2024 г. Милен Митев встъпва във втори мандат като генерален директор.

## Програми и радиостанции

### Национални програми
- Програма „Хоризонт“ - директор: Даниела Якова
- Програма „Христо Ботев“ - директор: Кин Стоянов
- Главна редакция „Радио България“ – главен редактор: Красимир Мартинов

### Регионални радиостанции
- БНР Бургас – директор: Кирил Костадинов
- Радио Благоевград – директор: Рина Далева
- Радио Варна – директор: Наталия Чешмеджиева
- Радио Видин – директор: Огнян Първулов
- Радио Кърджали – директор: Красимир Ангелов
- Радио Пловдив – директор: Чавдар Каришев
- Радио София – директор: Антония Енева
- Радио Стара Загора – директор: Здравко Георгиев
- Радио Шумен – директор: Ангел Трайков

### Интернет радио „Бинар“
Радио „Бинар“ е радио, предаващо само по интернет от 2012 г., и е уникална по рода си платформа на БНР, работеща по най-нови технологии. Радиото пренася съдържание върху нови платформи и стига до съвременното поколение. Интернет дава нови предимства на радиото – постоянно слушане в реално време и подкаст във всяка точка от времето. „Бинар“ предлага политематична аудио-визуална продукция, възможност на потребителите да слушат (и гледат), когато и където пожелаят, радио и различни форми на съучастие в динамично обновяваното съдържание. От 1 юни 2018 г. интернет платформата „Бинар“ вече е редакция „Бинар“ на програма „Радио София“. От есента на 2018 г. е закрит музикалният канал „Инди“, а канал „Детското.БНР“ е вече част единствено от BNR Player. От началото на 2019 г. стартира излъчването на 24-часовия канал „Фънк & соул“, а „Детското.БНР“ преминава към сайта binar.bg, който през 2021 г. се превръща и в платформа за подкасти.
От 28 февруари 2022 г. заради войната в Украйна, БНР излъчва на програмата на Украинското обществено радио именно чрез платформата binar.bg
На 1 март 2022 г. е закрита редакция „Бинар“ към програма „Радио София“. Сайтът binar.bg остава като платформа за подкасти. Създава се Дирекция „Дигитални програми“ за нелинейните услуги на БНР.

#### Предавания
Първоначално предаванията на интернет радиото могат да бъдат слушани и гледани в реално време – от 16:00 до 22:00 часа, 7 дни в седмицата, като е предвидена възможност за общуване в чата или социалните мрежи с водещите. Също така могат да бъдат гледани пропуснати издания на предавания, предоставени като подкаст във вътрешните уебстраници на предаванията на Радио „Бинар“.

### Програми за чужбина
- „Радио България“ – международна радиопрограма на 10 езика за целия свят.

Радио „София“ започва излъчване на предавания за чужбина през 1936 г. чрез радиопредавател на къси вълни, добил популярност като Радиостанция „Елза“. Първоначално са излъчвани само кратки новини на есперанто, а след 1 май 1937 г. програмите са станали редовни, пет пъти седмично – на френски, немски, английски и италиански език.
На 16 февруари 1936 г. (неделя) цялата национална утринна програма на Радио „София“, която се излъчва за страната, се предава и на къси вълни и се чува в цяла Европа, Северна Африка, Северна Америка и Канада.
Програмите на турски език на Радио „България“ се предават в районите с компактно местоживеене в България от населението с турски етнически произход, както и за слушателите от съседна Турция и чужбина. Тези програми се излъчват от 1945 г. През декември 1984 г. предаванията на турски език за страната са спрени в хода на т. нар. „възродителен процес“. През 1994 г. те са възстановени.
До края на 2012 Радио „България“ излъчва в обхвата на късите вълни, а емисиите на турски език и на средни вълни до края на 2016 г.
На 1 юни 2016 г. е спряно излъчването в интернет на емисиите на 10 от 11-те езика. Според генералния директор Александър Велев сред причините са слаб слушателски интерес, въпреки че предавателите на къси вълни са спрени на 31 януари 2012 г.
От лятото на 2016 г. програмата Радио „България“ се излъчва само на турски език, на ултракъси вълни 90,1 MHz в района на Шумен и на 90 MHz в района на Кърджали, както и чрез BNR Player-Радио Кърджали и с подкаст в уебсайта www.bnr.bg/tr.
През 2021 г. е възстановено качването на звукови файлове в уеб сайта на 9 езика.
От 28 февруари 2022 г. БНР излъчва и програма на украински език, чрез платформата binar.bg и BNR Player като се комутира директно програмата на Украинското обществено радио.
На 3 октомври 2022 г. Радио „България“ възстановява предаванията на български език с ежедневен едночасов подкаст. Разкрита е и Румънска редакция към Радио „България“ от 20 октомври 2022 г., която създава изцяло текстово съдържание на румънски език в сайта на радиото.

## Скандал с „Музикаутор“
От 1 януари 2017 година БНР спира излъчването на музика от репертоара, представляван от дружеството за колективна защита на авторски права „Музикаутор“, което едностранно прекратява договора помежду им. По тази причина Националното радио почти два месеца излъчва само музика с погасени права: джаз, класическа музика и автентичен фолклор, или такава, чиито автори не се представляват от сдружението. Спорът получава широко обществено отражение, сезирани са Комисията за защита на конкуренцията и Съветът за електронни медии.
Исканията на „Музикаутор“ са за над трикратно увеличение на годишното възнаграждение – от 500 000 на 1 800 000 лева, а предложението на БНР е увеличение от 20%. Редколегиите на програмите „Хоризонт“, „Христо Ботев“, Радио „София“ и всички регионални радиостанции на БНР заявяват в обща позиция, че възникналата ситуация ги поставя в невъзможност да създават качествен продукт и да изпълняват обществената си мисия. Министерството на културата отказва да утвърди предложената от „Музикаутор“ тарифа и призовава двете страни към уреждане на спора без достигане до крайности.
На 24 февруари 2017 г. след взаимни отстъпки е постигнато споразумение за подписване на договор за тригодишен период. Договорът е подписан през юни 2017 година.

## Прецедент
На 13 септември 2019 г. в 6:00 ч. ефирното УКВ излъчване на програма „Хоризонт“ на БНР е спряно в продължение на 4,5 часа поради обявена от предната вечер техническа профилактика. В над 80-годишната история на радиото няма друг такъв прецедент. По същото време програма „Хоризонт“ се излъчва през интернет сайта на БНР – по сателит и чрез кабелните оператори, а информационните емисии на „Хоризонт“ се излъчват по програма „Христо Ботев“ и регионалните радиостанции, но случаят става предмет на обсъждания и е насрочено разследване.